# Посвіт Павло Якимович
Павло Якимович Посвіт (1908—1944) — учасник Другої світової війни. Герой Радянського Союзу (1945, посмертно). Старший лейтенант.

## Біографія
Павло Якимович Посвіт народився 6 листопада 1908 року в селі Слобідка Миргородського повіту Полтавської губернії Російської імперії (нині село Миргородського району Полтавської області) у селянській родині. Українець. Освіта вища. Закінчив фінансово-економічний інститут. У 1929-1932 роках проходив термінову службу в Робітничо-селянській Червоній Армії. Після демобілізації мешкав у селі Новачиха Хорольського району Полтавської області. Працював бухгалтером у сільському споживчому товаристві, згодом секретарем виконкому сільської Ради депутатів трудящих. У 1940-1941 роках пройшов військову перепідготовку на річних курсах удосконалення командного складу РСЧА. Перед війною мешкав у місті Дрогобичі, де працював головним бухгалтером в обласному управлінні зв'язку.
Знову до лав Червоної Армії П. А. Посвіт був покликаний Дрогобицьким міським військкоматом 22 червня 1941 року. У боях із німецько-фашистськими загарбниками Павло Акимович з 23 червня 1941 року на Південно-Західному фронті. Брав участь у Львівсько-Луцькій та Київській оборонних операціях. 17 січня 1942 року в боях на Сіверському Дінці П. А. Посвіт був тяжко поранений. Майже п'ять місяців Павло Якимович лікувався у шпиталі. Знов у діючій армії він із червня 1942 року на Сталінградському фронті. Брав участь у Сталінградській битві. Потім воював на посаді командира стрілецької роти 858-го стрілецького полку 283-ї стрілецької дивізії 3-ї армії на Білоруському, 1-му Білоруському та 2-му Білоруському фронтах. Особливо відзначився під час операції «Багратіон».
24 червня 1944 року війська 1-го Білоруського фронту розпочали Бобруйску операцію. При прориві сильно укріпленої німецької оборони в районі села Хомичі Биховського району Могилівської області 3-я стрілецька рота 858-го стрілецького полку під командуванням старшого лейтенанта П. А. Посвіту стрімким кидком увірвалася в траншеї противника і в рукопашній сутичці. Під час німецької контратаки рота Посвіта знову нав'язала ворога рукопашний бій і кинула його втік. При цьому Павло Якимович особисто знищив 9 ворожих солдатів. У бою він був поранений, але після надання першої допомоги у медсанбаті продовжив командувати ротою. 27 липня 1944 року війська 1-го Білоруського фронту завершили оточення 40-тисячного угруповання противника на південний схід від Бобруйска і до середини наступного дня ліквідували його.
Розгромивши протистояння йому з'єднання 9-ї армії вермахту під час Мінської операції, війська фронту замкнули кільце оточення навколо 105-тисячної німецької 4-ї армії. Для підтримки високих темпів наступу на початку липня 1944 року 3-ю армію було передано 2-му Білоруському фронту замість частин, виділених на ліквідацію мінського котла. Переслідуючи частини німецької 9-ї армії, що відступають, і не даючи їм закріпитися на нових позиціях, війська 2-го Білоруського фронту розпочали Білостокську операцію. 8 липня 1944 старший лейтенант П. А. Посвіт, командуючи 4-й стрілецькою ротою 858-го стрілецького полку, брав участь у звільненні міста Новогрудка. 
21 липня 1944 року 4-а стрілецька рота старшого лейтенанта П. А. Посвита, що діяла в авангарді полку, на плечах відступаючого супротивника вийшла до річки Супрасль. Обійшовши німців з флангу, що обкопалися на лівому березі річки, рота Посвита стрімким ударом перекинула ворожий заслін, після чого під ураганним вогнем форсувала водну перешкоду і зайняла плацдарм на правому березі. Німецьке командування, яке планувало організувати оборону на підступах до Білостока вздовж правого берега Супраслі, зробило відчайдушну спробу ліквідувати захоплений ротою Посвита плацдарм. У бій було кинуто до батальйону піхоти, 20 танків, кілька самохідних артилерійських установок та бронемашин. Але попри переважну перевагу в живій силі та техніці, виконати поставлене завдання німцям не вдалося. Завдяки грамотно збудованій обороні бійці Посвіта утримали плацдарм до підходу основних сил полку, знищивши при цьому 5 танків, 2 бронемашини та 1 САУ. 27 липня 1944 року після важких боїв підрозділу 3-ї армії, серед яких була і 4-а стрілецька рота старшого лейтенанта П. А. Посвіту, звільнили великий вузол залізничних та шосейних доріг місто Білосток. 

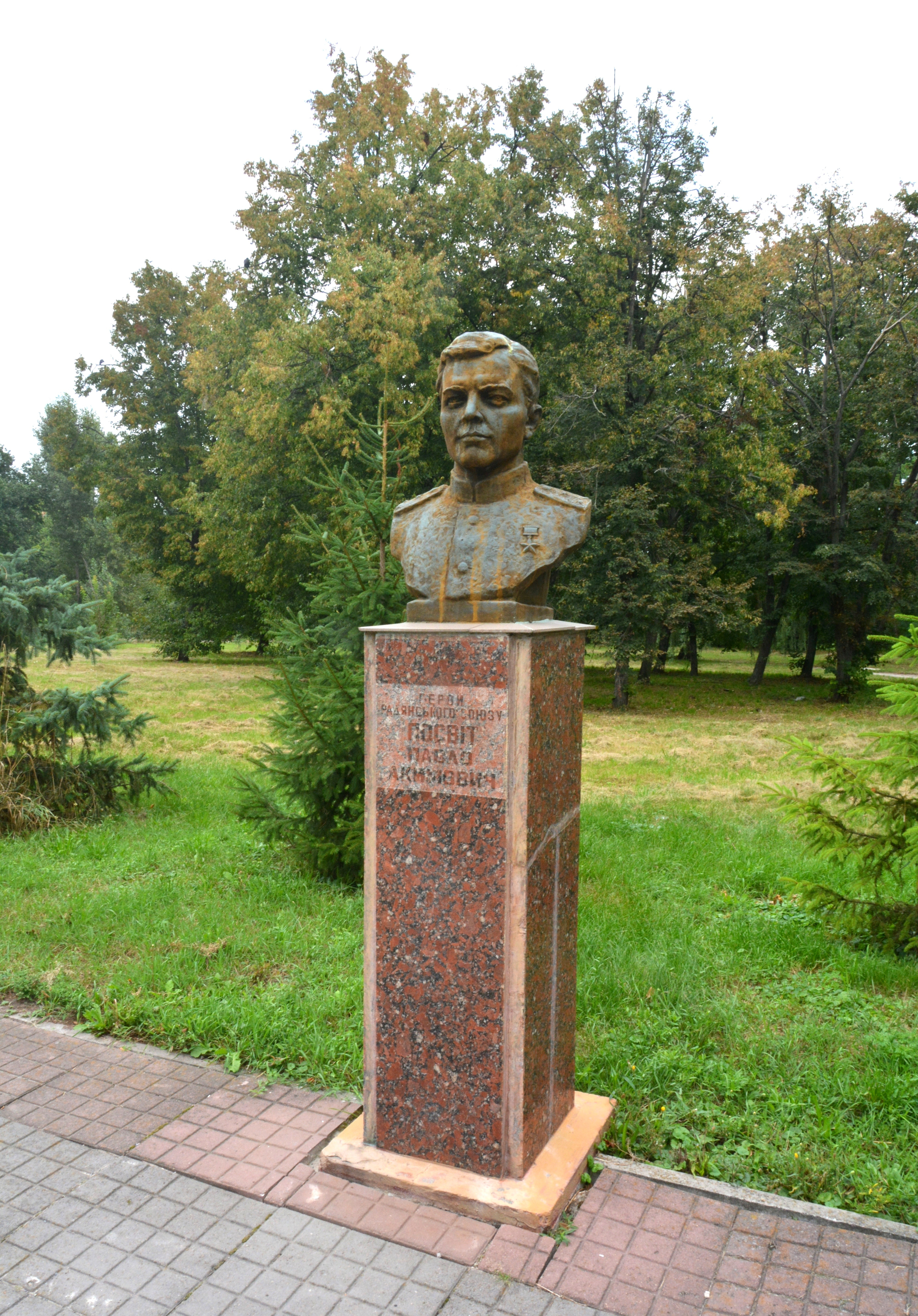
Погруддя Павлу Посвіту у місті Миргород

Після взяття Білостока перед підрозділами 3-ї армії було поставлено завдання вийти на кордон річки Нарев. Рота старшого лейтенанта П. А. Посвіту вела наступ у напрямку села Вулька Білостоцького району Білостоцької області. На підступах до населеного пункту німці збудували потужну оборону, вибравши для цієї мети вузьку суху ділянку серед сильно заболоченої місцевості. Щоб не штурмувати німецькі позиції в чоло, командир роти вирішив обійти їх болотом. Незадовго до світанку 3 серпня 1944 року рота Посвита здійснила перехід через болотисту ділянку і, форсувавши невелику водну перешкоду, вийшла на сухе місце, де німці завбачливо встановили міни. Павло Акимович із групою досвідчених бійців проробив прохід через мінне поле, після чого рота стрімко увірвалася в розташування противника і змусила його відступити до села. Потім стрімким кидком бійці Посвіта обійшли з флангу німців, що засіли у Вульці, і увірвалися в населений пункт. Ворог, не витримавши натиску радянських воїнів, утік, проте під час штурму села П. А. Посвіт героїчно загинув. Звання Героя Радянського Союзу було присвоєно старшому лейтенанту Посвиту Павлу Якимовичу указом Президії Верховної Ради СРСР від 24 березня 1945 посмертно. Похований Павло Посвіт у селі Бацюти, гміна Туроснь-Косьцельна, Польща. 

## Вшанування пам'яті
У місті Миргород встановлено погруддя та є вулиця Павла Посвіта.